# Julius Milde
Carl August Julius Milde, född 2 november 1824 i Breslau, död 3 juli 1871 i Merano, var en tysk botaniker.
Milde var läroverkslärare i Breslau, museiföreståndare där och titulärprofessor. Han var en energisk forskare samt framstående moss- och ormbunkskännare. Av hans många botaniska skrifter är de förnämsta Monographia Equisetorum (1865), Filices Europæ et Atlantidis, Asiæ minoris et Sibiriæ (1867) och Bryologia silesiaca (1869).
Auktorsnamnet Milde kan användas för Julius Milde i samband med ett vetenskapligt namn inom botaniken; se Wikipediaartiklar som länkar till auktorsnamnet.